# Himmerlands Ungdomsskole
Himmerlands Ungdomsskole er en efterskole beliggende i Havbro i Vesthimmerland. Første elevhold startede den 3. november 1920.